# 岩崎武夫
岩崎 武夫（いわさき たけお、1925年（大正14年）11月8日 - 2012年（平成24年）2月19日）は、国文学者。元東京医科歯科大学教授。

## 経歴
東京生まれ。法政大学文学部日本文学科を卒業し、法政大学大学院修士課程を修了する。専攻は日本中世・近世文学。法政大学講師を経て東京医科歯科大学教授、千葉経済大学教授を務めた。特に説経節の研究で知られる。著書に『さんせう太夫考－中世の説経語り』（平凡社、1973年）、『続さんせう太夫考－説経浄瑠璃の世界』（平凡社、1978年）がある。
2012年2月19日、前立腺がんのため、神奈川県茅ヶ崎市の病院で死去。86歳であった。

## 主著
- 『さんせう太夫考－中世の説経語り』（平凡社, 1973/平凡社ライブラリー、1994）
- 『続さんせう太夫考－説経浄瑠璃の世界』（平凡社選書, 1978）
- 『物語・小説 （日本文学講座）』（大修館書店、1987）